# Національна Ліга (МЛБ)
Національна ліга (англ. National League, НЛ) — одна з двох ліг, що складають бейсбольну лігу МЛБ. Заснована 2 лютого 1876 року у Нью-Йорку. Є найдавнішою професійною спортивною лігою у світі. Інша складова МЛБ – Американська Ліга – заснована на 25 років пізніше, тому неофіційно у публіцистиці Національну Лігу часто називають «старшою лігою» (англ. Senior Circuit).

## Історія

### Заснування
Станом на 1875 рік Національна асоціація професійних гравців у бейсбол (NAPBBP, яку часто називають просто "Національна асоціація"), заснована чотирма роками раніше, опинилась у скрутному становищі через цілу низку чинників:
- неможливість реально застосовувати свої владні повноваження до клубів-учасників;
- некерований і через це несистематизований розклад матчів;
- склад учасників постійно змінювався від сезону до сезону і нерідко навіть протягом сезону;
- домінування однієї команди ("Бостонські червоні панчохи");
- дуже низький вступний внесок (10 доларів), який не стимулював клуби дотримуватися правил ліги, коли це було для них незручно.

Вільям А. Галберт, чиказький бізнесмен і керівник "Чиказьких білих панчіх" у 1870–1889 роках, звернувся до кількох клубів НА з планами створення професійної бейсбольної ліги з більш сильною центральною владою та ексклюзивними територіальними зонами лише у великих містах.

## Склад і сучасний формат
Зараз ліга складається з 15 команд. Наприкінці кожного сезону чотири найкращі команди грають в плей-оф, де вони визначають переможця Національної ліги. Ця команда отримує право зіграти в Світовій серії проти переможця Американської ліги (АЛ). Єдиною значною відмінністю між двома лігами є правило «призначеного відбиваючого», введене 1973 року і чинне лише в АЛ. Призначений відбиваючий (Хіттер) — це один з гравців команди, що не грає в поле, але якого команда використовує для виходу до біти замість пітчера.
Після розширення 1969 року ліга була розділена на 2 дивізіони — Захід та Схід. Починаючи з сезону 1994 року в лігу додався третій дивізіон — Центр. Переможці цих дивізіонів і ще одна команда з найкращим показником перемог та поразок серед других місць (вона отримує Wild-Card, введений в цьому ж сезоні) потрапляли в плей-оф.